# Conner Sullivan

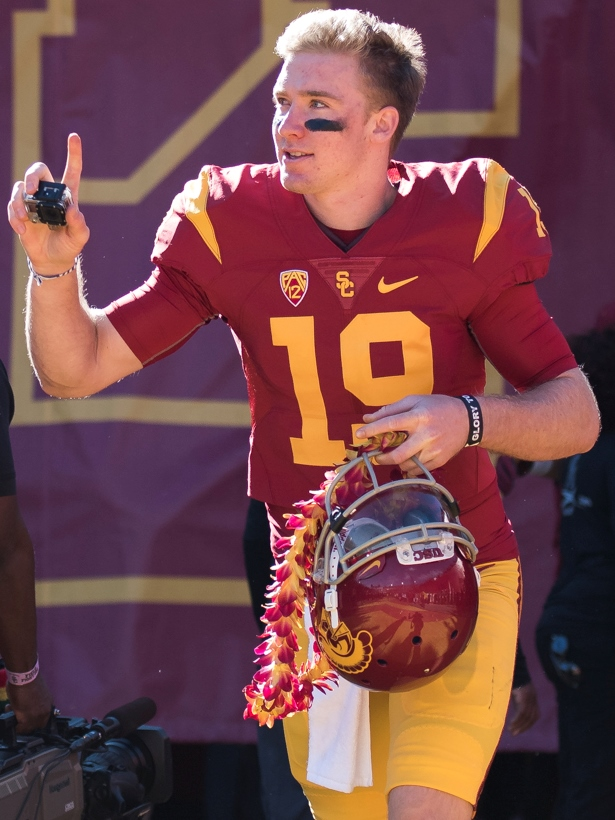
Conner Sullivan im November 2015

Conner Joseph Sullivan (* 17. Juni 1992 in Irvine, Kalifornien) ist ein amerikanischer Sportler. Er studierte an der University of Southern California, wo er beim Baseball, beim Speerwurf und meistenteils als Quarterback beim American Football der USC Trojans aktiv war. 2017 spielte er Football bei den Stuttgart Scorpions in Deutschland.

## Biographie
Conner Sullivan wurde in Irvine in Kalifornien geboren und besuchte im Orange County eine Privatschule der evangelisch-lutherischen Kirche (Lutheran High School of Orange County). Schon dort spielte er sowohl im Baseball-Team als auch im Football-Team der Schule.
Ursprünglich wollte er sich für Duke University (North Carolina) einschreiben, entschied sich dann doch für die USC in Los Angeles auf der Basis eines Sportstipendiums für Baseball. In der Saison 2012 nahm er an 26 Begegnungen teil.
Im zweiten Studienjahr wechselte er zum Football-Team, wo er im Scout-Team als Quarterback spielte. Das Scout-Team dient dazu, die Gegnermannschaft zu analysieren und deren Spielzüge für die Stammspieler beim Training nachzustellen.
Im dritten Studienjahr schloss er sich der USC-Leichtathletik an und erzielte gute Werte beim Speerwurf. Noch im Frühjahr desselben Studienjahres erhielt er ein Sportstipendium für Football und stand als Placekick Holder regelmäßig auf dem Platz (Saison 2014/2015 und 2015/2016). Seit 2015 wird er auch als Quarterback geführt.
Im Hauptfach studierte an der USC Betriebswirtschaftslehre und im Nebenfach Filmwissenschaft.
Im Vorfeld der Saison 2017 wechselte Sullivan zu den Stuttgart Scorpions in die höchste deutsche Spielklasse, die GFL. Als die Stuttgarter in dieser Spielzeit in Abstiegsgefahr gerieten, kam Unmut auch gegenüber Sullivan auf. Letztlich schaffte man den Klassenerhalt.

## Medienauftritte
Sullivan betreibt einen YouTube-Kanal mit über 960.000 Abonnenten (Stand: 17. Juli 2024), auf dem er über das Leben an der Universität, seine sportlichen Aktivitäten und seine Auslandsaufenthalte berichtet. Mediale Aufmerksamkeit erregte ein Video zur Zweitligabegegnung des VfB Stuttgart mit dem Karlsruher SC im April 2017. Das Spiel fiel durch randalierende Fans der Gäste in Stuttgart auf.
Gemeinsam mit Silas Nacita, der Football in Marburg und Frankfurt spielte, war Sullivan Hauptfigur einer wiederkehrenden Rubrik in der ProSieben-Sendung taff. Darin erkundeten die beiden US-Amerikaner örtliche Besonderheiten unterschiedlicher deutscher Landstriche und Mallorcas.